# Shizuishan
Shizuishan (en chino, 石嘴山市; pinyin, Shízuǐshān shì; literalmente, ‘montaña de pico pedregoso’) es una ciudad-prefectura, la segunda más grande en la región autónoma de Ningxia, República Popular China. Se encuentra aproximadamente a 60 kilómetros de la capital de la región autónoma y está ubicada al este de las montañas Helan. Abrazada casi por completo por Mongolia Interior, limita al sur con Yinchuan. Su área es 5310 km² y su población es de 732 000 habitantes.

## Administración
La ciudad prefectura de Shízuishan administra 2 distritos y 1 condado:
- Distrito Dawukou 大武口区
- Distrito Huinong 惠农区
- Condado Pingluo 平罗县

## Geografía
Shízuishan está situada en la orilla occidental del río Amarillo latitud 38 ° 21 '~ 39 ° 25' N y longitud 105 ° 58 '~ 106 ° 39' E, que abarca 88,8 kilómetros de este a oeste y 119,5 de sur a norte.

## Toponimia
La ciudad antes se llamaba Shizuizi y luego pasó a ser nombrada Shízuishan por las rocas de las montañas Helan que forman una boca (entrada estrecha de un cuerpo de agua) en el río amarillo.